# Senna (TV-serie)
Senna är en brasiliansk biografisk sport- och dramaserie som hade premiär på Netflix den 29 november 2024. Serien består av av sex avsnitt, och handlar om den kända Formel 1 föraren Ayrton Senna.

## Handling
Serien är baserad på den brasilianske formel 1-föraren Ayrton Sennas liv och karriär, från början när han körde go kart tills hans död 1994 under San Marinos Grand Prix. 

## Rollista (i urval)
- Gabriel Leone – Ayrton Senna
- Alice Wegmann – Lílian de Vasconcellos Souza
- Kaya Scodelario – Laura
- Camila Márdila – Viviane Senna
- Susana Ribeiro – Neyde Joana Senna
- Christian Malheiros
- Keisuke Hoashi
- Leon Ockenden
- Patrick Kennedy
- Steven Mackintosh – Frank Williams
- Charlie Hamblett – Martin Brundle